# 格内夫科
格内夫科（德語：Gnevkow）是德国梅克伦堡-前波美拉尼亚州的市镇，隶属于梅克伦堡湖区县。总面积为17.16平方千米，截至2023年12月31日总人口为308人。